# Đài thiên văn Tử Kim Sơn
Đài quan sát núi Tử Kim Sơn (tiếng Trung: 紫金山天文台; bính âm: Zĭjīnshān Tiānwéntái) là một đài quan sát thiên văn đặt trên Tử Kim sơn ở Nam Kinh, Trung Quốc.
Giám đốc thời gian dài của đài thiên văn (1950-1984) là Yuzhe Zhang (张 钰 哲) (YC Chang).
Đài quan sát phát hiện ra sao chổi chu kỳ kỳ 60P/Tsuchinshan và 62P/Tsuchinshan, và cũng không định kỳ C/1977 V1 (Tsuchinshan), cũng được biết đến như sao chổi 1977 X.
Tiểu hành tinh cũng phát hiện tại các đài quan sát, bao gồm các tiểu hành tinh Troia 2223 Sarpedon, 2260 Neoptolemus, 2363 Cebriones, 2456 Palamedes.